# Río Tamanduateí
El Río Tamanduateí (en portugués: Rio Tamanduateí) es un río brasileño del Estado de São Paulo. Tamanduateí, en tupí, significa río de muchas vueltas. El recorrido original del Río Tamanduateí explica su nombre indígena, ya que donde actualmente se encuentran la Avenida São João y el Valle de Anhangabaú, el río hacía una curva de siete vueltas antes de encontrarse con su afluente principal, el Río Anhangabaú, que en tupí quiere decir río del mal espíritu. 
El Río Tamanduateí nace en la Serra do Mar, en el municipio de Mauá, pasa por los municipios de Santo André y São Caetano do Sul y desemboca en el Río Tietê, ciudad de São Paulo. Su cuenca hidrográfica es de 320 km² y su extensión es de 35 km . Es bordeado en gran parte por la Avenida do Estado.
- Datos: Q3121539
- Multimedia: Tamanduateí River / Q3121539